# Tim Burke
Timothy John "Tim" Burke (ur. 3 lutego 1982 w Lake Placid) – amerykański biathlonista, wicemistrz świata.

## Kariera
Po raz pierwszy na arenie międzynarodowej pojawił się w 2000 roku, startując na mistrzostwach świata juniorów w Hochfilzen, gdzie zajął szóste miejsce w sztafecie, 50. miejsce w biegu indywidualnym oraz 68. w sprincie. Jeszcze trzykrotnie startował w zawodach tego cyklu, najlepszy indywidualny wynik osiągając podczas mistrzostw świata juniorów w Ridnaun w 2002 roku, gdzie był jedenasty w biegu pościgowym.
W zawodach Pucharu Świata zadebiutował 17 stycznia 2004 roku w Ruhpolding, kiedy to zajął 82. miejsce w sprincie. Pierwsze punkty zdobył 16 lutego 2005 roku w Pokljuce, gdzie zajął 40. miejsce w tej samej konkurencji. Na podium zawodów PŚ po raz pierwszy stanął 3 grudnia 2009 roku w Östersund, kończąc biegu indywidualny na drugiej pozycji. W zawodach tych rozdzielił na podium Norwega Emila Hegle Svendsena i Austriaka Christopha Sumanna. Najlepsze wyniki osiągnął w sezonie 2012/2013, kiedy zajął dziesiąte miejsce w klasyfikacji generalnej, a w klasyfikacjach biegu pościgowego i masowego zajął trzecie miejsce.
Największy sukces osiągnął na mistrzostwach świata w Novym Měscie w 2013 roku, gdzie zajął trzecie miejsce w biegu indywidualnym. W zawodach tych rozdzielił Francuza Martina Fourcade'a i Fredrika Lindströma ze Szwecji. Zajął też między innymi siódme miejsce w tej samej konkurencji na mistrzostwach świata w Anterselvie w 2007 roku oraz szóste w sztafecie podczas mistrzostw świata w Chanty-Mansyjsku w 2011 roku. Czterokrotnie startował na igrzyskach olimpijskich, najlepszy indywidualny wynik osiągając podczas ZIO 2018 w Pjongczangu, gdzie był siedemnasty w biegu pościgowym.

## Osiągnięcia

### Zimowe igrzyska olimpijskie
| Rok  | Miejscowość | Konkurencje | Konkurencje | Konkurencje | Konkurencje | Konkurencje | Konkurencje | Konkurencje |
| Rok  | Miejscowość | IN          | SP          | PU          | MS          | RL          | MR          | SR          |
| ---- | ----------- | ----------- | ----------- | ----------- | ----------- | ----------- | ----------- | ----------- |
| 2006 | Turyn       | 58.         | 35.         | 36.         | nd.         | 9.          | nd.         | –           |
| 2010 | Vancouver   | 45.         | 47.         | 46.         | 18.         | 13.         | nd.         | –           |
| 2014 | Soczi       | 43.         | 19.         | 22.         | 21.         | nd.         | 8.          | –           |
| 2018 | Pjongczang  | 41.         | 47.         | 17.         | nd.         | 6.          | 15.         | –           |

### Mistrzostwa świata
| Rok  | Miejscowość          | Konkurencje | Konkurencje | Konkurencje | Konkurencje | Konkurencje | Konkurencje | Konkurencje |
| Rok  | Miejscowość          | IN          | SP          | PU          | MS          | RL          | MR          | SR          |
| ---- | -------------------- | ----------- | ----------- | ----------- | ----------- | ----------- | ----------- | ----------- |
| 2004 | Oberhof              | 61.         | 71.         | –           | –           | 18.         | nd.         | –           |
| 2005 | Hochfilzen           | 63.         | 66.         | –           | –           | –           | nd.         | –           |
| 2006 | Pokljuka             | nd.         | nd.         | nd.         | nd.         | nd.         | –           | –           |
| 2007 | Anterselva           | 7.          | 35.         | 32.         | 24.         | 9.          | –           | –           |
| 2008 | Östersund            | 29.         | 9.          | 10.         | 25.         | 15.         | –           | –           |
| 2009 | Pjongczang           | 14.         | 11.         | 21.         | 28.         | 21.         | –           | –           |
| 2010 | Chanty-Mansyjsk      | nd.         | nd.         | nd.         | nd.         | nd.         | –           | –           |
| 2011 | Chanty-Mansyjsk      | 30.         | 31.         | 30.         | –           | 6.          | –           | –           |
| 2012 | Ruhpolding           | 56.         | 10.         | 28.         | 23.         | 10.         | 12.         | –           |
| 2013 | Nové Město na Moravě | 2.          | 28.         | 32.         | 30.         | 12.         | –           | –           |
| 2015 | Kontiolahti          | 31.         | 15.         | 20.         | 14.         | 14.         | –           | –           |
| 2016 | Oslo                 | 44.         | 14.         | 17.         | 12.         | 8.          | –           | –           |
| 2017 | Hochfilzen           | 36.         | 40.         | 32.         | –           | 7.          | –           | –           |

### Mistrzostwa świata juniorów
| Rok  | Miejscowość     | Konkurencje | Konkurencje | Konkurencje | Konkurencje | Konkurencje | Konkurencje | Konkurencje |
| Rok  | Miejscowość     | IN          | SP          | PU          | MS          | RL          | MR          | SR          |
| ---- | --------------- | ----------- | ----------- | ----------- | ----------- | ----------- | ----------- | ----------- |
| 2000 | Hochfilzen      | 50.         | 68.         | nd.         | nd.         | 6.          | nd.         | –           |
| 2001 | Chanty-Mansyjsk | 48.         | 42.         | 44.         | nd.         | 12.         | nd.         | –           |
| 2002 | Ridnaun         | 31.         | 16.         | 11.         | nd.         | 7.          | nd.         | –           |
| 2003 | Kościelisko     | 21.         | 44.         | dns.        | nd.         | 18.         | nd.         | –           |

### Puchar Świata

#### Miejsca w klasyfikacji generalnej
| Sezon     | Miejsce |
| --------- | ------- |
| 2006/2007 | 25.     |
| 2007/2008 | 29.     |
| 2008/2009 | 25.     |
| 2009/2010 | 14.     |
| 2010/2011 | 45.     |
| 2011/2012 | 20.     |
| 2012/2013 | 10.     |
| 2013/2014 | 24.     |
| 2014/2015 | 34.     |
| 2015/2016 | 15.     |
| 2016/2017 | 46.     |
| 2017/2018 | 32.     |

#### Miejsca na podium w zawodach Pucharu Świata chronologicznie
| Lp. | Dzień        | Rok  | Miejscowość | Konkurencja                | Lokata | Pudła   | Czas biegu | Strata   | Zwycięzca            |
| --- | ------------ | ---- | ----------- | -------------------------- | ------ | ------- | ---------- | -------- | -------------------- |
| 1.  | 3 grudnia    | 2009 | Östersund   | Bieg indywidualny na 20 km | 2.     | 0+0+0+1 | 52:43,7    | + 35,5   | Emil Hegle Svendsen  |
| 2.  | 5 grudnia    | 2009 | Östersund   | Sprint na 10 km            | 3.     | 0+0     | 23:30,1    | + 37,2   | Ole Einar Bjørndalen |
| 3.  | 10 stycznia  | 2010 | Oberhof     | Bieg masowy na 15 km       | 2.     | 0+1+1+0 | 38:57,3    | + 1:02,9 | Ole Einar Bjørndalen |
| 4.  | 16 grudnia   | 2012 | Pokljuka    | Bieg masowy na 15 km       | 3.     | 0+0+1+1 | 35:39,4    | + 22,6   | Andreas Birnbacher   |
| 5.  | 14 lutego    | 2013 | Nové Město  | Bieg indywidualny na 20 km | 2.     | 0+0+0+1 | 49:43,0    | + 23,5   | Martin Fourcade      |
| 6.  | 30 listopada | 2013 | Östersund   | Sprint na 10 km            | 3.     | 0+0     | 25:56,0    | + 31,3   | Martin Fourcade      |